# Margareta Sjöstedt

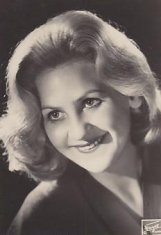
Margareta Sjostedt (um 1950)

Margareta Sjöstedt, auch Margarete Sjöstedt (* 17. November 1923 in Stockholm; † 14. März 2012 in Wien) war eine schwedisch-österreichische Opernsängerin (Alt) und langjähriges Ensemblemitglied der Wiener Staatsoper.

## Leben
Sjöstedt studierte von 1947 bis 1951 an der Stockholmer Königlichen Musikhochschule, später dann an der Hochschule für Musik in Wien. Nachdem sie ab 1953 Engagements am Stadttheater Basel und am Stadttheater Saarbrücken hatte, debütierte sie am 4. September 1956 an der Wiener Staatsoper und trat dann dort bis 1982 in 1015 Vorstellungen auf. 1963 ehelichte Sjöstedt den Theaterwissenschaftler und Vizedirektor des Burgtheaters Heinrich Kraus.
Die Sängerin wurde mit dem Titel Kammersängerin und dem Österreichischen Ehrenkreuz für Wissenschaft und Kunst I. Klasse ausgezeichnet.